# EPrix Londynu 2016
ePrix Londynu 2016 (oryg. 2016 Visa London ePrix) – dziewiąty i dziesiąty wyścig Formuły E w sezonie 2015/2016. Zawody odbyły się w dniach 2–3 lipca 2016 roku na ulicznym torze w Londynie.

## Lista startowa
| Nr | Kierowca               | Zespół                          | Samochód             | Silnik                  | Opony |
| -- | ---------------------- | ------------------------------- | -------------------- | ----------------------- | ----- |
| 1  | Nelson Piquet Jr.      | NEXTEV TCR Formula E Team       | Spark-NEXTEV         | NEXTEV TCR FormulaE 001 | M     |
| 2  | Sam Bird               | DS Virgin Racing Formula E Team | Spark-Citroën        | Virgin DSV-01           | M     |
| 4  | Stéphane Sarrazin      | Venturi Formula E Team          | Spark-Venturi        | Venturi VM200-FE-01     | M     |
| 6  | Loïc Duval             | Dragon Racing                   | Spark-Venturi        | Venturi VM200-FE-01     | M     |
| 7  | Mike Conway            | Dragon Racing                   | Spark-Venturi        | Venturi VM200-FE-01     | M     |
| 8  | Nicolas Prost          | Renault e.Dams                  | Spark-Renault Sport  | Renault Z.E 15          | M     |
| 9  | Sébastien Buemi        | Renault e.Dams                  | Spark-Renault Sport  | Renault Z.E 15          | M     |
| 11 | Lucas Di Grassi        | ABT Schaeffler Audi Sport       | Spark-Abt Sportsline | ABT Schaeffler FE01     | M     |
| 12 | Jacques Villeneuve     | Venturi Formula E Team          | Spark-Venturi        | Venturi VM200-FE-01     | M     |
| 21 | Bruno Senna            | Mahindra Racing Formula E Team  | Spark-Mahindra       | Mahindra M2ELECTRO      | M     |
| 23 | Nick Heidfeld          | Mahindra Racing Formula E Team  | Spark-Mahindra       | Mahindra M2ELECTRO      | M     |
| 25 | Jean-Éric Vergne       | DS Virgin Racing Formula E Team | Spark-Citroën        | Virgin DSV-01           | M     |
| 27 | Robin Frijns           | Amlin Andretti Formula E        | Spark-McLaren        | SRT01-e                 | M     |
| 28 | Simona de Silvestro    | Amlin Andretti Formula E        | Spark-McLaren        | SRT01-e                 | M     |
| 55 | António Félix da Costa | Team Aguri                      | Spark-McLaren        | SRT01-e                 | M     |
| 66 | Daniel Abt             | ABT Schaeffler Audi Sport       | Spark-Abt Sportsline | ABT Schaeffler FE01     | M     |
| 77 | Ma Qinghua             | Team Aguri                      | Spark-McLaren        | SRT01-e                 | M     |
| 88 | Oliver Turvey          | NEXTEV TCR Formula E Team       | Spark-NEXTEV         | NEXTEV TCR FormulaE 001 | M     |
| Nr | Kierowca               | Zespół                          | Samochód             | Silnik                  | Opony |

## Wyniki

### Wyścig 1

#### I Sesja treningowa
| Nr | Kierowca      | Konstruktor    | Czas     | Okr. |
| -- | ------------- | -------------- | -------- | ---- |
| 8  | Nicolas Prost | Renault e.Dams | 1:25,399 | 20   |

#### II Sesja treningowa
| Nr | Kierowca        | Konstruktor    | Czas     | Okr. |
| -- | --------------- | -------------- | -------- | ---- |
| 9  | Sébastien Buemi | Renault e.Dams | 1:23,171 | 17   |

### Kwalifikacje
Źródło: fiaformulae.com
| 1                 | 8  | Nicolas Prost          | Renault e.Dams            | 1:23,247 |         |
| 2                 | 88 | Oliver Turvey          | NEXTEV TCR                | 1:23,969 |         |
| 3                 | 21 | Bruno Senna            | Mahindra Racing           | 1:24,279 |         |
| 4                 | 27 | Robin Frijns           | Amlin Andretti            | 1:24,363 |         |
| 5                 | 25 | Jean-Éric Vergne       | DS Virgin Racing          | 1:26,799 | 5       |
| 6                 | 66 | Daniel Abt             | ABT Schaeffler Audi Sport | 1:29,814 | 6       |
| 7                 | 2  | Sam Bird               | DS Virgin Racing          | 1:30,453 | 7       |
| 8                 | 23 | Nick Heidfeld          | Mahindra Racing           | 1:32,367 | 8       |
| 9                 | 6  | Loïc Duval             | Dragon Racing             | 1:35,315 | 9       |
| 10                | 11 | Lucas Di Grassi        | ABT Schaeffler Audi Sport | 1:35,711 | 10      |
| 11                | 7  | Jérôme d’Ambrosio      | Dragon Racing             | 1:35,727 | 11      |
| 12                | 9  | Sébastien Buemi        | Renault e.Dams            | 1:36,771 | 12      |
| 13                | 12 | Mike Conway            | Venturi                   | 1:37,562 | 13      |
| 14                | 55 | António Félix da Costa | Team Aguri                | 1:38,501 | 14      |
| Niesklasyfikowani |    |                        |                           |          |         |
|                   | 4  | Stéphane Sarrazin      | Venturi                   | 1:33,660 | 15      |
|                   | 77 | Ma Qinghua             | Team Aguri                | 1:36,748 | 16      |
|                   | 1  | Nelson Piquet Jr.      | NEXTEV TCR                | 1:38,922 | 17      |
|                   | 28 | Simona de Silvestro    | Amlin Andretti            | 1:50,455 | 18      |
| Poz.              | Nr | Kierowca               | Konstruktor               | Czas     | Poz. s. |

#### Super Pole
| Poz. | Nr | Kierowca      | Konstruktor     | Czas     | Poz. s. |
| ---- | -- | ------------- | --------------- | -------- | ------- |
| 1    | 8  | Nicolas Prost | Renault e.Dams  | 1:27,192 | 1       |
| 2    | 21 | Bruno Senna   | Mahindra Racing | 1:27,758 | 2       |
| 3    | 88 | Oliver Turvey | NEXTEV TCR      | 1:28,284 | 3       |
| 4    | 27 | Robin Frijns  | Amlin Andretti  | 1:29,500 | 4       |
| Poz. | Nr | Kierowca      | Konstruktor     | Czas     | Poz. s. |

#### Wyścig
Źródło: Wyprzedź Mnie!
| P                 | + / –     | Nr | Kierowca               | Konstruktor               | Okr. | Czas / Strata | Komentarz |
| ----------------- | --------- | -- | ---------------------- | ------------------------- | ---- | ------------- | --------- |
| 1                 | Bez zmian | 8  | Nicolas Prost          | Renault e.Dams            | 33   | –             |           |
| 2                 | Bez zmian | 21 | Bruno Senna            | Mahindra Racing           | 33   | +0:05,244     |           |
| 3                 | 2         | 25 | Jean-Éric Vergne       | DS Virgin Racing          | 33   | +0:08,195     |           |
| 4                 | 6         | 11 | Lucas Di Grassi        | ABT Schaeffler Audi Sport | 33   | +0:08,914     |           |
| 5                 | 7         | 9  | Sébastien Buemi        | Renault e.Dams            | 33   | +0:10,052     |           |
| 6                 | 8         | 55 | António Félix da Costa | Team Aguri                | 33   | +0:10,908     |           |
| 7                 | Bez zmian | 2  | Sam Bird               | DS Virgin Racing          | 33   | +0:10,986     |           |
| 8                 | 3         | 7  | Jérôme d’Ambrosio      | Dragon Racing             | 33   | +0:12,106     |           |
| 9                 | 4         | 12 | Mike Conway            | Venturi                   | 33   | +0:12,456     |           |
| 10                | 5         | 4  | Stéphane Sarrazin      | Venturi                   | 33   | +0:15,918     |           |
| 11                | 5         | 77 | Ma Qinghua             | Team Aguri                | 33   | +0:38,400     |           |
| 12                | 5         | 1  | Nelson Piquet Jr.      | NEXTEV TCR                | 33   | +0:52,028     |           |
| 13                | 5         | 23 | Nick Heidfeld          | Mahindra Racing           | 33   | +1:01,264     |           |
| 14                | 4         | 28 | Simona de Silvestro    | Amlin Andretti            | 33   | +1:03,079     |           |
| 15                | 12        | 88 | Oliver Turvey          | NEXTEV TCR                | 30   | +3 okr.       |           |
| Niesklasyfikowani |           |    |                        |                           |      |               |           |
|                   |           | 6  | Loïc Duval             | Dragon Racing             | 23   | +10 okr.      |           |
|                   |           | 27 | Robin Frijns           | Amlin Andretti            | 19   | +14 okr.      |           |
|                   |           | 66 | Daniel Abt             | ABT Schaeffler Audi Sport | 19   | +14 okr.      |           |
| P                 | + / –     | Nr | Kierowca               | Konstruktor               | Okr. | Czas / Strata | Komentarz |

#### Najszybsze okrążenie
| Nr | Kierowca          | Konstruktor | Czas     | Okr. |
| -- | ----------------- | ----------- | -------- | ---- |
| 1  | Nelson Piquet Jr. | NEXTEV TCR  | 1:25,783 | 29   |

#### Prowadzenie w wyścigu
Źródło: Racing–Reference.info
| Nr                              | Kierowca      | Okrążenia | Suma |
| ------------------------------- | ------------- | --------- | ---- |
| 8                               | Nicolas Prost | 1-33      | 33   |
| \| Wykres \| \| ------ \| \| \| |               |           |      |
| Wykres                          |               |           |      |
|                                 |               |           |      |

### Wyścig 2

#### I Sesja treningowa
| Nr | Kierowca        | Konstruktor    | Czas     | Okr. |
| -- | --------------- | -------------- | -------- | ---- |
| 9  | Sébastien Buemi | Renault e.Dams | 1:22,393 | 17   |

### Kwalifikacje
Źródło: fiaformulae.com
| Poz. | Nr | Kierowca               | Konstruktor               | Czas     | Poz. s. |
| ---- | -- | ---------------------- | ------------------------- | -------- | ------- |
| 1    | 9  | Sébastien Buemi        | Renault e.Dams            | 1:22,106 |         |
| 2    | 8  | Nicolas Prost          | Renault e.Dams            | 1:22,878 |         |
| 3    | 88 | Oliver Turvey          | NEXTEV TCR                | 1:23,183 |         |
| 4    | 11 | Lucas Di Grassi        | ABT Schaeffler Audi Sport | 1:23,245 |         |
| 5    | 23 | Nick Heidfeld          | Mahindra Racing           | 1:23,343 |         |
| 6    | 66 | Daniel Abt             | ABT Schaeffler Audi Sport | 1:23,494 | 6       |
| 7    | 25 | Jean-Éric Vergne       | DS Virgin Racing          | 1:23,783 | 7       |
| 8    | 2  | Sam Bird               | DS Virgin Racing          | 1:23,930 | 8       |
| 9    | 1  | Nelson Piquet Jr.      | NEXTEV TCR                | 1:23,937 | 9       |
| 10   | 6  | Loïc Duval             | Dragon Racing             | 1:23,938 | 10      |
| 11   | 7  | Jérôme d’Ambrosio      | Dragon Racing             | 1:23,952 | 11      |
| 12   | 12 | Mike Conway            | Venturi                   | 1:24,054 | 12      |
| 13   | 21 | Bruno Senna            | Mahindra Racing           | 1:24,171 | 13      |
| 14   | 55 | António Félix da Costa | Team Aguri                | 1:24,273 | 14      |
| 15   | 4  | Stéphane Sarrazin      | Venturi                   | 1:24,311 | 15      |
| 16   | 27 | Robin Frijns           | Amlin Andretti            | 1:24,655 | 16      |
| 17   | 28 | Simona de Silvestro    | Amlin Andretti            | 1:24,823 | 17      |
| 18   | 77 | Ma Qinghua             | Team Aguri                | 1:26,259 | 18      |
| Poz. | Nr | Kierowca               | Konstruktor               | Czas     | Poz. s. |

#### Super Pole
| Poz. | Nr | Kierowca        | Konstruktor               | Czas     | Poz. s. |
| ---- | -- | --------------- | ------------------------- | -------- | ------- |
| 1    | 9  | Sébastien Buemi | Renault e.Dams            | 1:22,033 | 1       |
| 2    | 8  | Nicolas Prost   | Renault e.Dams            | 1:22,948 | 2       |
| 3    | 11 | Lucas Di Grassi | ABT Schaeffler Audi Sport | 1:22,975 | 3       |
| 4    | 88 | Oliver Turvey   | NEXTEV TCR                | 1:23,685 | 4       |
| 5    | 23 | Nick Heidfeld   | Mahindra Racing           | 1:24,827 | 5       |
| Poz. | Nr | Kierowca        | Konstruktor               | Czas     | Poz. s. |

#### Wyścig
Źródło: Wyprzedź Mnie!
| P                 | + / –     | Nr | Kierowca               | Konstruktor               | Okr. | Czas / Strata | Komentarz |
| ----------------- | --------- | -- | ---------------------- | ------------------------- | ---- | ------------- | --------- |
| 1                 | 1         | 8  | Nicolas Prost          | Renault e.Dams            | 33   | –             |           |
| 2                 | 4         | 66 | Daniel Abt             | ABT Schaeffler Audi Sport | 33   | +0:07,633     |           |
| 3                 | 8         | 7  | Jérôme d’Ambrosio      | Dragon Racing             | 33   | +0:22,524     |           |
| 4                 | 6         | 6  | Loïc Duval             | Dragon Racing             | 33   | +0:23,290     |           |
| 5                 | 10        | 4  | Stéphane Sarrazin      | Venturi                   | 33   | +0:24,984     |           |
| 6                 | 7         | 21 | Bruno Senna            | Mahindra Racing           | 33   | +0:27,174     |           |
| 7                 | 2         | 23 | Nick Heidfeld          | Mahindra Racing           | 33   | +1:07,544     |           |
| 8                 | 1         | 25 | Jean-Éric Vergne       | DS Virgin Racing          | 33   | +1:08,002     |           |
| 9                 | Bez zmian | 1  | Nelson Piquet Jr.      | NEXTEV TCR                | 33   | +1:14,270     |           |
| 10                | 6         | 88 | Oliver Turvey          | NEXTEV TCR                | 33   | +1:22,216     |           |
| 11                | 3         | 55 | António Félix da Costa | Team Aguri                | 33   | +1:58,324     |           |
| 12                | 6         | 77 | Ma Qinghua             | Team Aguri                | 32   | +1 okr.       |           |
| 13                | 1         | 12 | Mike Conway            | Venturi                   | 32   | +1 okr.       |           |
| Niesklasyfikowani |           |    |                        |                           |      |               |           |
|                   |           | 11 | Lucas Di Grassi        | ABT Schaeffler Audi Sport | 18   | +15 okr.      |           |
|                   |           | 9  | Sébastien Buemi        | Renault e.Dams            | 16   | +17 okr.      |           |
|                   |           | 27 | Robin Frijns           | Amlin Andretti            | 11   | +22 okr.      |           |
|                   |           | 28 | Simona de Silvestro    | Amlin Andretti            | 9    | +24 okr.      |           |
|                   |           | 2  | Sam Bird               | DS Virgin Racing          | 6    | +27 okr.      |           |
| P                 | + / –     | Nr | Kierowca               | Konstruktor               | Okr. | Czas / Strata | Komentarz |

#### Najszybsze okrążenie
| Nr | Kierowca        | Konstruktor    | Czas     | Okr. |
| -- | --------------- | -------------- | -------- | ---- |
| 9  | Sébastien Buemi | Renault e.Dams | 1:24,150 | 16   |

#### Prowadzenie w wyścigu
Źródło: Racing–Reference.info
| Nr                              | Kierowca      | Okrążenia   | Suma |
| ------------------------------- | ------------- | ----------- | ---- |
| 8                               | Nicolas Prost | 1-17, 18-33 | 32   |
| 12                              | Mike Conway   | 17-18       | 1    |
| \| Wykres \| \| ------ \| \| \| |               |             |      |
| Wykres                          |               |             |      |
|                                 |               |             |      |

## Klasyfikacja po zakończeniu rundy

### Kierowcy
| P                 | +/− | Kierowca               | Starty | Punkty | P1 | P2 | P3 | PP | NO | NS |
| ----------------- | --- | ---------------------- | ------ | ------ | -- | -- | -- | -- | -- | -- |
| 1                 | +1  | Sébastien Buemi        | 10     | 155    | 3  | 2  | 1  | 3  | 5  | 1  |
| 2                 | −1  | Lucas Di Grassi        | 10     | 153    | 3  | 2  | 2  | –  | –  | 2  |
| 3                 | +2  | Nicolas Prost          | 10     | 115    | 2  | –  | 1  | 1  | 1  | 1  |
| 4                 | −1  | Sam Bird               | 10     | 88     | 1  | 1  | –  | 3  | –  | 2  |
| 5                 | −1  | Jérôme d’Ambrosio      | 10     | 83     | 1  | –  | 2  | 2  | 1  | –  |
| 6                 | 0   | Stéphane Sarrazin      | 10     | 70     | –  | 1  | –  | –  | –  | –  |
| 7                 | 0   | Daniel Abt             | 10     | 68     | –  | 2  | 1  | –  | –  | 1  |
| 8                 | 0   | Loïc Duval             | 10     | 60     | –  | –  | –  | –  | –  | 3  |
| 9                 | +2  | Jean-Éric Vergne       | 9      | 56     | –  | 1  | 1  | 1  | –  | –  |
| 10                | −1  | Nick Heidfeld          | 9      | 53     | –  | –  | 1  | –  | 1  | –  |
| 11                | +1  | Bruno Senna            | 10     | 52     | –  | 1  | –  | –  | 1  | 1  |
| 12                | −2  | Robin Frijns           | 10     | 45     | –  | –  | 1  | –  | –  | 2  |
| 13                | 0   | António Félix da Costa | 9      | 28     | –  | –  | –  | –  | –  | 4  |
| 14                | 0   | Oliver Turvey          | 10     | 11     | –  | –  | –  | –  | –  | 1  |
| 15                | +1  | Nelson Piquet Jr.      | 10     | 8      | –  | –  | –  | –  | 1  | 2  |
| 16                | −1  | Mike Conway            | 7      | 7      | –  | –  | –  | –  | –  | –  |
| 17                | 0   | Nathanaël Berthon      | 3      | 4      | –  | –  | –  | –  | –  | –  |
| 18                | 0   | Simona de Silvestro    | 10     | 4      | –  | –  | –  | –  | –  | 2  |
| 19                | +3  | Ma Qinghua             | 4      | 0      | –  | –  | –  | –  | –  | 1  |
| 20                | −1  | Jacques Villeneuve     | 2      | 0      | –  | –  | –  | –  | –  | –  |
| 21                | −1  | Oliver Rowland         | 1      | 0      | –  | –  | –  | –  | –  | –  |
| 22                | −1  | Salvador Durán         | 3      | 0      | –  | –  | –  | –  | –  | 1  |
| Niesklasyfikowani |     |                        |        |        |    |    |    |    |    |    |
|                   |     | René Rast              | 1      | –      | –  | –  | –  | –  | –  | 1  |
| P                 | +/− | Kierowca               | Starty | Punkty | P1 | P2 | P3 | PP | NO | NS |

### Zespoły
| P | +/− | Konstruktor               | Starty | Punkty | P1 | P2 | P3 | PP | NO | NS |
| - | --- | ------------------------- | ------ | ------ | -- | -- | -- | -- | -- | -- |
| 1 | 0   | Renault e.Dams            | 20     | 270    | 5  | 2  | 2  | 4  | 6  | 2  |
| 2 | 0   | ABT Schaeffler Audi Sport | 20     | 221    | 3  | 4  | 3  | –  | –  | 3  |
| 3 | 0   | DS Virgin Racing          | 19     | 144    | 1  | 2  | 1  | 4  | –  | 2  |
| 4 | 0   | Dragon Racing             | 20     | 143    | 1  | –  | 2  | 2  | 1  | 3  |
| 5 | 0   | Mahindra Racing           | 20     | 105    | –  | 1  | 1  | –  | 2  | 1  |
| 6 | 0   | Venturi                   | 19     | 77     | –  | 1  | –  | –  | –  | –  |
| 7 | 0   | Amlin Andretti            | 20     | 49     | –  | –  | 1  | –  | –  | 4  |
| 8 | 0   | Team Aguri                | 20     | 32     | –  | –  | –  | –  | –  | 7  |
| 9 | 0   | NEXTEV TCR                | 20     | 19     | –  | –  | –  | –  | 1  | 3  |
| P | +/− | Kierowca                  | Starty | Punkty | P1 | P2 | P3 | PP | NO | NS |